# Münchner Stadtchronik
Die Münchner Stadtchronik ist eine vom Stadtarchiv München geführte Chronik der Stadt München. Sie reicht zurück bis ins Jahr 1818.

## Entstehung
König Ludwig I. von Bayern wünschte sich, aus historischen und politischen Überlegungen heraus, für die bayerischen Städte und Gemeinden eine Chronik. Diese sollte nach dem Vorbild mittelalterlicher Stadtchroniken geführt werden. Die Idee entsprang zum einen dem damals vorhandenen romantisierenden Interesse am deutschen Mittelalter, zum anderen sollten monarchiefeindliche Kräfte zurückgedrängt werden. Aber erst 1845 beschloss der Münchner Magistrat die Einrichtung einer Stadtchronik.
Im selben Jahr begann Ulrich von Destouches mit einer fortlaufende Chronik der Stadtgeschichte. Bald erhielt er auch den Auftrag, die Stadtchronik ab dem Jahr 1818 zu rekonstruieren. Im September 1845 erschien das erste Jahrbuch der Stadt München.
Als Ulrich von Destouches 1863 starb, umfasste die Chronik bereits 36 Jahrgänge. Nach seinem Tod übernahm sein 19-jähriger Sohn Ernst von Destouches die Arbeit. Ebenso wie sein Vater sammelte er zusätzlich zu seinen täglichen Eintragungen ergänzende Beilagen (z. B. Druckschriften, Flugblätter, Theaterprogramme, Zeitungsartikel, Traueranzeigen, Fotos, Plakate). An seinem 50-jährigen Dienstjubiläum im Jahr 1914 hatte die Stadtchronik einen Bestand von ca. 400 Bänden.

## Gegenwart
Eine tägliche Chronik der Stadt München zu verfassen ist heute aufgrund der Fülle der Nachrichten nicht mehr möglich (und mit den verschiedenen Zeitungsarchiven auch nicht mehr notwendig). Daher versucht die Chronik schwerpunktmäßig Thematiken auszuwählen, die späteren Generationen das zeitgenössische München zeigen und die Entwicklungen der Stadtgesellschaft erklären können. Dazu gehört auch wieder das bewusste Sammeln von erläuternden Beilagen, da viele Information (z. B. Internetseiten) später nicht mehr verfügbar sein werden.
Das Alltagsgeschehen in München lässt sich heute in seiner ganzen Breite in einer Stadtchronik nur mehr schwer erfassen, da der Inhalt der Chronik zu punktuell und selektiv geworden ist. Auch bieten die wesentlich umfassenderen Recherchemöglichkeiten über das Internet eine moderne Alternative. Aufgrund dieser Tatsache entschied das Stadtarchiv, die weitere Fortschreibung der Münchner Stadtchronik zum 31. Dezember 2017 zu beenden.
Als aktuelles Projekt gibt es eine Stadtchronik im Internet. Momentan (Anfang 2018) sind die Jahre 1900–1929, 1930–1945, 1946–1968 und 1975–1993 online abrufbar, die weiteren Jahrgänge werden sukzessive hinzugefügt.